# 内田和彦
内田 和彦（うちだ かずひこ、1947年2月18日 - ）は、日本の福音派牧師、新約聖書学者、神学校教師、哲学博士 (Ph.D.)、新改訳聖書刊行会編集委員。
2008年4月より前橋キリスト教会牧師。

## 人物・来歴
埼玉県浦和市（現さいたま市）生まれ。埼玉県立浦和高等学校在学時、浦和福音自由教会で洗礼を受ける。
東京大学文学部、聖書神学舎（現聖書宣教会）を卒業。埼玉県大宮市（現さいたま市）の片柳福音自由教会で牧師をした後、1975年から1980年までアメリカのトリニティ神学校とイギリスに留学する。
福音書の研究で、スコットランドのアバディーン大学よりPh.D.を取得した。
帰国後、埼玉県草加市で牧師を10年間務めた後、聖書宣教会の教師会議長（校長）を2005年3月まで務める。
2008年より前橋キリスト教会の牧師を務める。

## 著書
- 『山上の説教にみる幸いなクリスチャン生活 - 天の御国はその人のものです』（いのちのことば社） 1992
- 『聖書が教える「霊の戦い」』（いのちのことば社） 1994
- 『イエスの生涯 エゴー・エイミ』上・下（いのちのことば社） 1995、のち新版 2001、 2012
- 『キリスト教は信じられるか - 現代人のための信仰入門』（ハロルド・ネットランド共著、いのちのことば社） 1998
- 『「聖書は初めて」という人のための本』（いのちのことば社、1st step series）1999、のち改訂新版 2022
- 『「祈りは初めて」という人のための本』（いのちのことば社、1st step series）2000、のち改訂新版 2022
- 『「教会は初めて」という人のための本』（いのちのことば社、1st step series）2001、のち改訂新版 2022
- 『神の言葉である聖書』（近代文芸社）2001
- 『和解の福音とは何か』（いのちのことば社、第4回日本伝道会議シリーズ） 2001
- 『「キリスト教は初めて」という人のための本 ヨハネの福音書3章16節から』（いのちのことば社、1st step series） 2003、のち改訂新版 2022
- 『キリストの神性と三位一体 - 「ものみの塔」の教えと聖書の教え』（いのちのことば社、21世紀ブックレット） 2003
- 『神の国はあなたがたのもの - 山上の説教講解』 (いのちのことば社） 2004
- 『地上で神の民として生きる ペテロの手紙第一に聴く』 (いのちのことば社、シリーズ新約聖書に聴く） 2019

## 翻訳
- 『伝道と神の主権』（ジェームズ・パッカー、いのちのことば社） 1977